# فيكتور هيني
فيكتور هيني (بالهولندية: Victor Henny)‏ هو منافس ألعاب قوى هولندي، ولد في 30 أكتوبر 1887 في سالاتيغا في إندونيسيا، وتوفي في 12 يوليو 1941.

## وصلات خارجية
- فيكتور هيني على موقع أوليمبيديا (الإنجليزية)